# James W. Marshall
James Wilson Marshall (8 de outubro de 1810 — 10 de agosto de 1885) foi um carpinteiro e operador de serraria estadunidense, que descobriu ouro no rio American, Califórnia em 24 de janeiro de 1848, dando início ao período que ficou conhecido como Corrida do Ouro da Califórnia. Marshall foi expulso das próprias terras pela onda resultante de garimpeiros e nunca obteve lucro com sua descoberta.

## Descoberta de ouro
O local onde Marshall descobriu o ouro que deu início à corrida do ouro na Califórnia.
Na manhã de 24 de janeiro de 1848, Marshall estava examinando o canal abaixo do moinho quando notou algumas manchas brilhantes no leito do canal. Conforme relatado posteriormente por Marshall:
Peguei uma ou duas peças e examinei-as com atenção; e tendo algum conhecimento geral de minerais, eu não poderia lembrar mais de dois que de alguma forma se assemelhavam a este, ferro, muito brilhante e quebradiço; e ouro, brilhante, mas maleável. Tentei então entre duas pedras e descobri que poderia ser batido em uma forma diferente, mas não quebrado. Eu então coletei quatro ou cinco peças e fui até o Sr. Scott (que estava trabalhando na bancada de carpinteiro fazendo a roda do moinho) com as peças em minha mão e disse: "Eu encontrei."

"O que é isso?" perguntou Scott.
"Ouro", respondi.
"Oh! Não", respondeu Scott, "Isso não pode ser."
Eu disse, - "Eu sei que não é outra coisa."

— James W. Marshall
O metal foi confirmado como ouro depois que membros da equipe de Marshall realizaram testes no metal - fervendo-o em sabão de soda cáustica e martelando-o para testar sua maleabilidade. Marshall, ainda preocupado com a conclusão da serraria, permitiu que sua equipe procurasse ouro durante o tempo livre.
Quando Marshall voltou ao Forte de Sutter, quatro dias depois, a guerra havia terminado e a Califórnia estava prestes a se tornar uma possessão americana. Marshall compartilhou sua descoberta com Sutter, que realizou mais testes no ouro e disse a Marshall que era "da melhor qualidade, de pelo menos 23 quilates [96% puro]".
Cabana de Marshall em Coloma, Califórnia.
A notícia da descoberta logo se espalhou pelo mundo. O impacto imediato em Marshall foi negativo. Sua serraria falhou quando todos os homens saudáveis da área abandonaram tudo em busca de ouro. Em pouco tempo, a chegada de hordas de garimpeiros forçou-o a deixar suas terras. Marshall logo deixou a área.
Marshall voltou a Coloma em 1857 e teve algum sucesso na década de 1860 com uma vinha que começou. Esse empreendimento fracassou no final da década, devido principalmente a impostos mais altos e ao aumento da concorrência. Ele voltou a prospectar na esperança de encontrar o sucesso.
Ele se tornou sócio de uma mina de ouro perto de Kelsey, Califórnia, mas a mina não rendeu nada e deixou Marshall praticamente falido. A Legislatura do Estado da Califórnia concedeu-lhe uma pensão de dois anos em 1872 em reconhecimento ao seu papel em uma era importante na história da Califórnia. Foi renovado em 1874 e 1876, mas caducou em 1878. Marshall, sem um tostão, acabou em uma pequena cabana.

Marshall morreu em Kelsey em 10 de agosto de 1885. Em 1886, os membros dos Filhos Nativos do Oeste Dourado, Placerville Parlor # 9, sentiram que o "Descobridor do Ouro" merecia um monumento para marcar seu lugar de descanso final. Em maio de 1890, cinco anos após a morte de Marshall, Placerville Parlor # 9 dos Filhos Nativos do Oeste Dourado defendeu com sucesso a ideia de um monumento ao Legislativo Estadual, que se apropriou de um total de US$ 9 000 para a construção de um monumento e tumba que podem ser vistos hoje, o primeiro monumento erigido na Califórnia. Uma estátua de Marshall fica no topo do monumento, apontando para o local onde ele fez sua descoberta em 1848. O monumento foi rededicado em 8 de outubro de 2010 pelos filhos nativos do oeste dourado, Georgetown Parlor # 91 em homenagem ao 200º Aniversário do nascimento de James W. Marshall.